# Little Main Restigouche River
Der Little Main Restigouche River ist der rechte Quellfluss des Restigouche River (Rivière Ristigouche) im Nordwesten der kanadischen Provinz New Brunswick.
Der Little Main Restigouche River entspringt 35 km nordöstlich von Edmundston. Er fließt anfangs 30 km in südöstlicher Richtung, bevor er eine scharfe Biegung vollführt und bis zu seiner Vereinigung mit dem Kedgwick River nach Nordosten weiterfließt.
Der Gounamitz River, der wichtigste Nebenfluss des Little Main Restigouche River, mündet etwa 20 km davor links kommend in den Fluss. Der Little Main Restigouche River durchfließt die Countys Madawaska, Victoria und Restigouche. Er hat eine Länge von 75 km. Er entwässert ein Areal von 1570 km². Der mittlere Abfluss beträgt am Zusammenfluss mit dem Kedgwick River 36 m³/s.